# Semaeostomeae
Semaeostomeae (letterlijk: 'vlagmonden') is een orde van grote schijfkwallen.

## Kenmerken
Karakteristiek zijn de vier lange, fragiele voedingsarmen die de vierkante bek flankeren. Meestal hebben deze schijfkwallen acht tentakels die helpen het voedsel te vangen. Het spijsverteringsstelsel bestaat uit vier onvertakte zakjes die rond de centrale maag gegroepeerd staan. De bovenzijde is bedekt met gekartelde randen.

## Lijst van families
- Cyaneidae L. Agassiz, 1862
- Drymonematidae Haeckel, 1880
- Pelagiidae Gegenbaur, 1856
- Phacellophoridae Straehler-Pohl, Widmer & Morandini, 2011
- Ulmaridae Haeckel, 1880

## Afbeeldingen

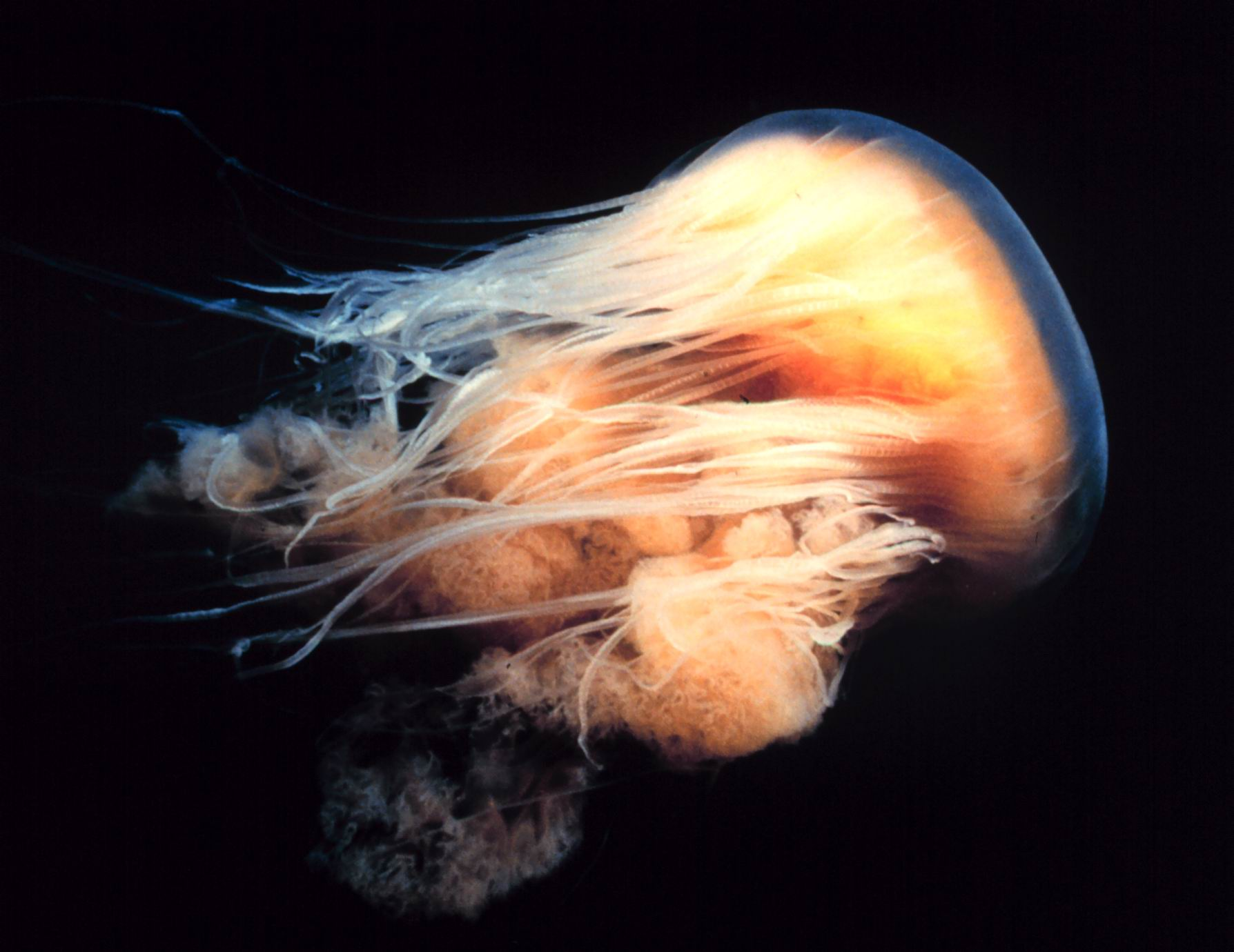
Cyanea capillata (Cyaneidae)
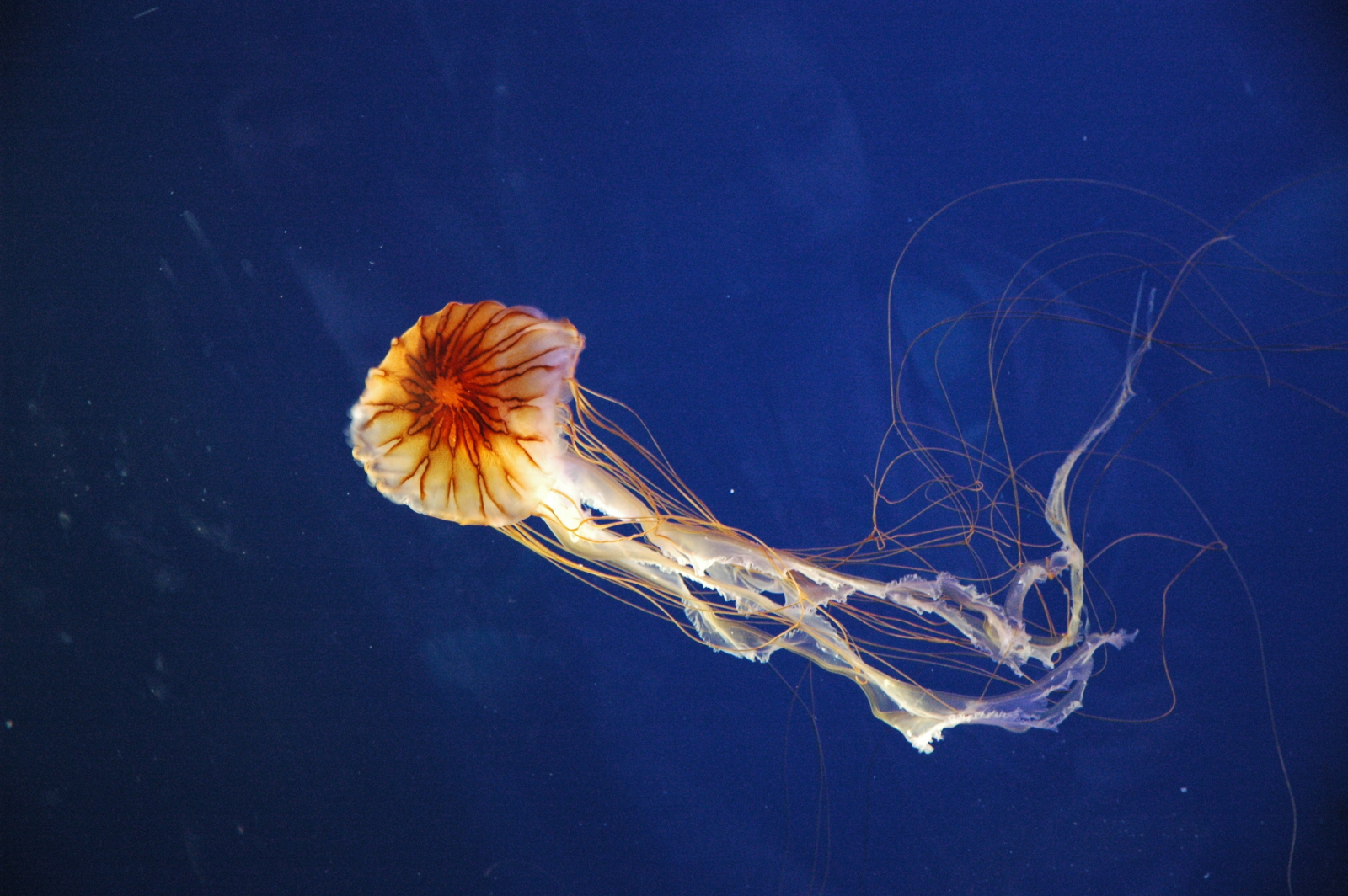
Kompaskwal (Chrysaora hysoscella) (Pelagiidae)
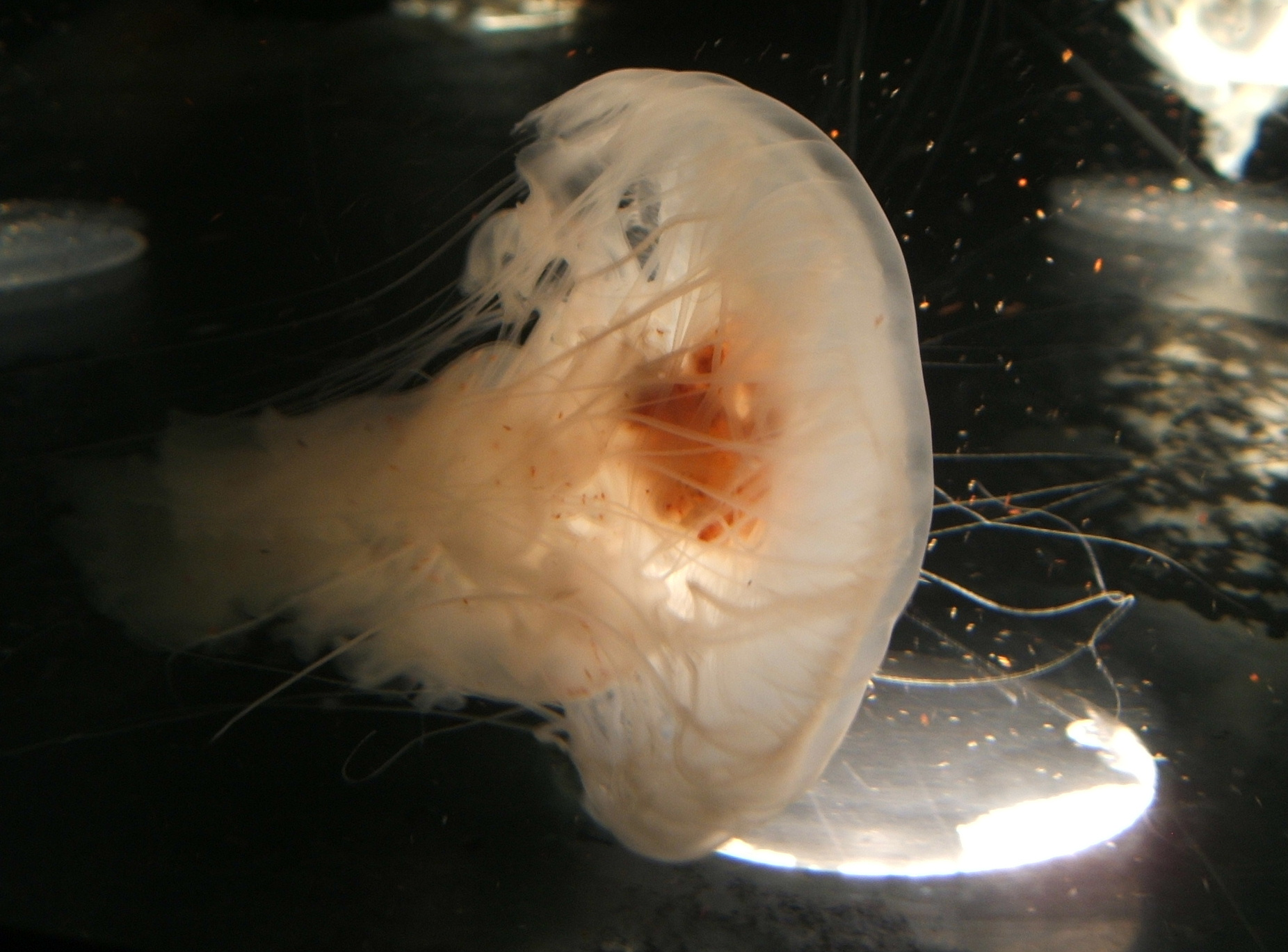
Phacellophora camtschatica (Phacellophoridae)
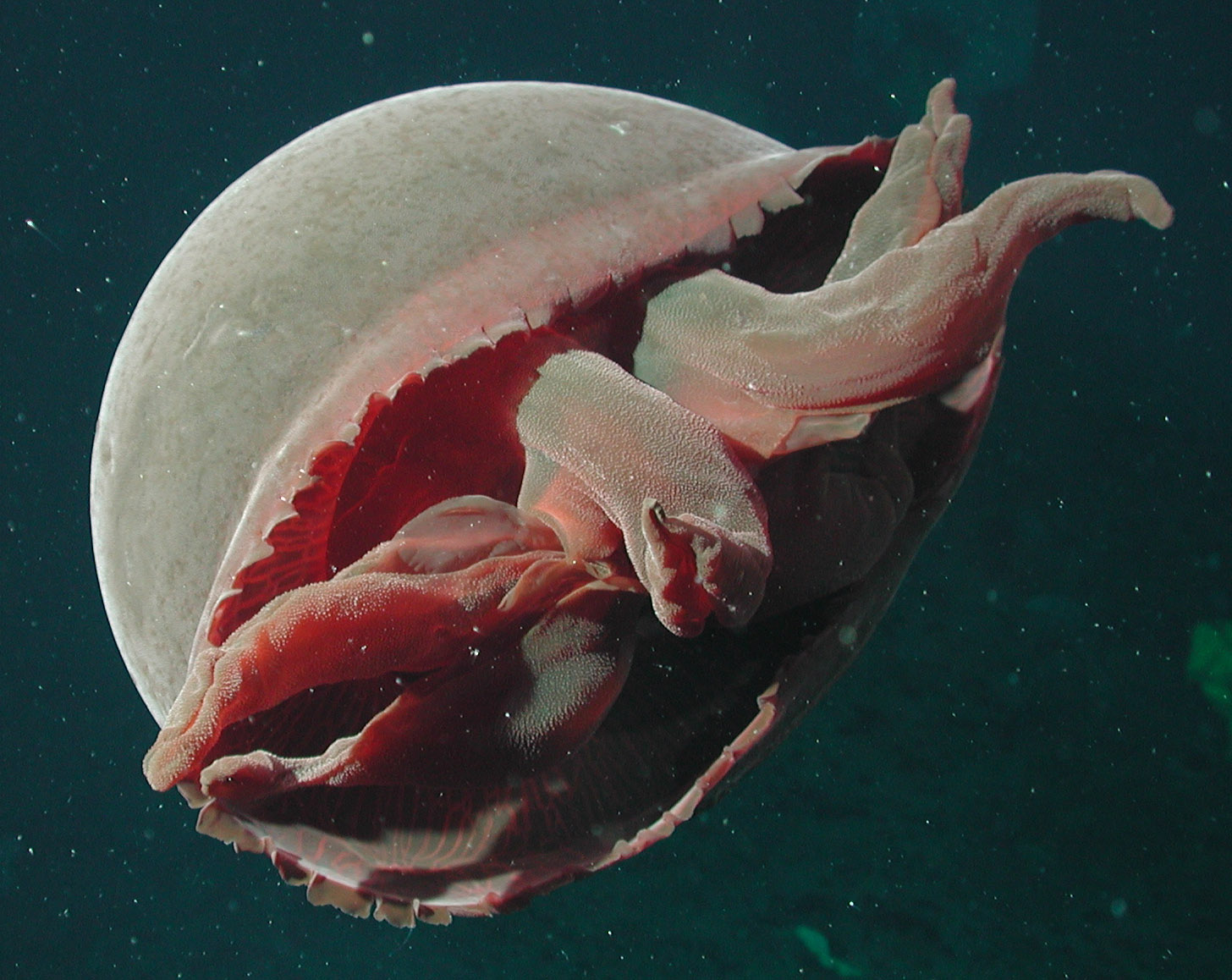
Tiburonia granrojo (Ulmaridae)
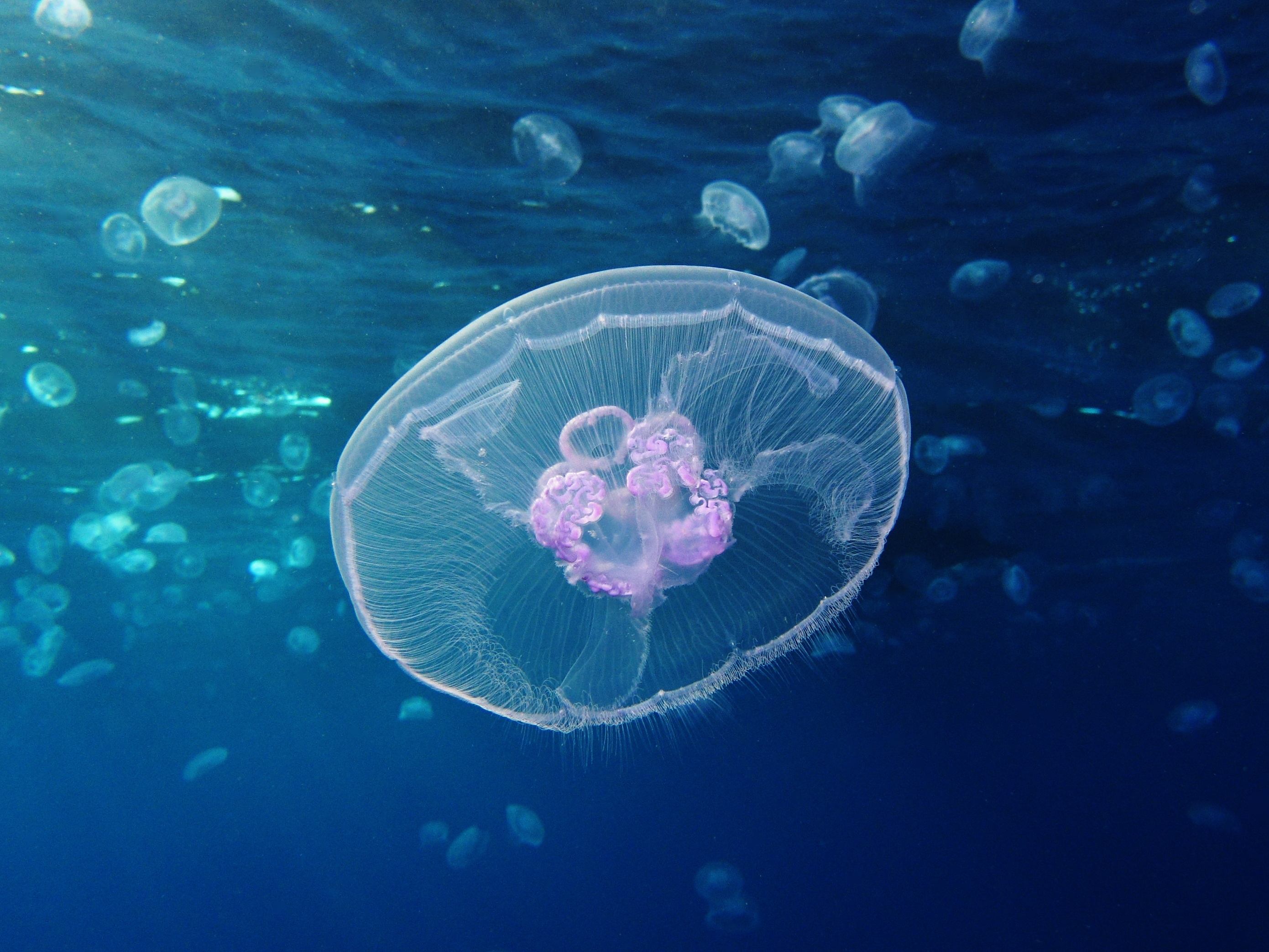
Aurelia aurita (Ulmaridae)